# Groulx (circonscription provinciale)
Pour les articles homonymes, voir Groulx.
Circonscription électorale provinciale du Canada
Groulx est une circonscription électorale provinciale du Québec. Elle est située dans la région administrative des Laurentides.

## Historique
La circonscription de Groulx est formée en 1980 de la partie ouest de la circonscription de Terrebonne. En 1988, sa superficie est légèrement réduite à sa frontière est, puis en 1992, sa partie nord est fusionnée avec un segment de Terrebonne pour former la nouvelle circonscription de Blainville. En 2011, une petite partie de la ville de Blainville est ajoutée au territoire de la circonscription de Groulx, mais cet ajout est retiré en 2017, redonnant à Groulx ses limites de 2001.
La circonscription est nommée en l'honneur du chanoine et historien Lionel Groulx.

## Territoire et limites
La circonscription s'étend sur 50,95 km2 et sa population était, en 2016, de 66 835 personnes. Elle comprend le territoire des trois municipalités suivantes :
- Boisbriand
- Rosemère
- Sainte-Thérèse

## Économie
La Chambre de commerce et d’industrie Thérèse-De Blainville (CCITB) représente les intérêts économiques des trois  municipalités qui font partie de la circonscription.

## Liste des députés
| Législature                    | Années       | Député            | Député            | Parti               |
| ------------------------------ | ------------ | ----------------- | ----------------- | ------------------- |
| Groulx Créée depuis Terrebonne |              |                   |                   |                     |
| 32e                            | 1981–1984    |                   | Élie Fallu        | Parti québécois     |
| 33e                            | 1985–1989    |                   | Madeleine Bleau   | Libéral             |
| 34e                            | 1989–1994    |                   | Madeleine Bleau   | Libéral             |
| 35e                            | 1994–1998    |                   | Robert Kieffer    | Parti québécois     |
| 36e                            | 1998–2003    |                   | Robert Kieffer    | Parti québécois     |
| 37e                            | 2003–2007    |                   | Pierre Descoteaux | Libéral             |
| 38e                            | 2007–2008    |                   | Linda Lapointe    | Action démocratique |
| 39e                            | 2008–2011    |                   | René Gauvreau     | Parti québécois     |
| 39e                            | 2011–2012    |                   | René Gauvreau     | Indépendant         |
| 39e                            | 2012–2012    |                   | René Gauvreau     | Parti québécois     |
| 40e                            | 2012–2014    |                   | Hélène Daneault   | Coalition avenir    |
| 41e                            | 2014–2017    | Claude Surprenant |                   | Coalition avenir    |
| 41e                            | 2017–2018    | Claude Surprenant |                   | Indépendant         |
| 42e                            | 2018–2022    |                   | Eric Girard       | Coalition avenir    |
| 43e                            | 2022–présent |                   | Eric Girard       | Coalition avenir    |

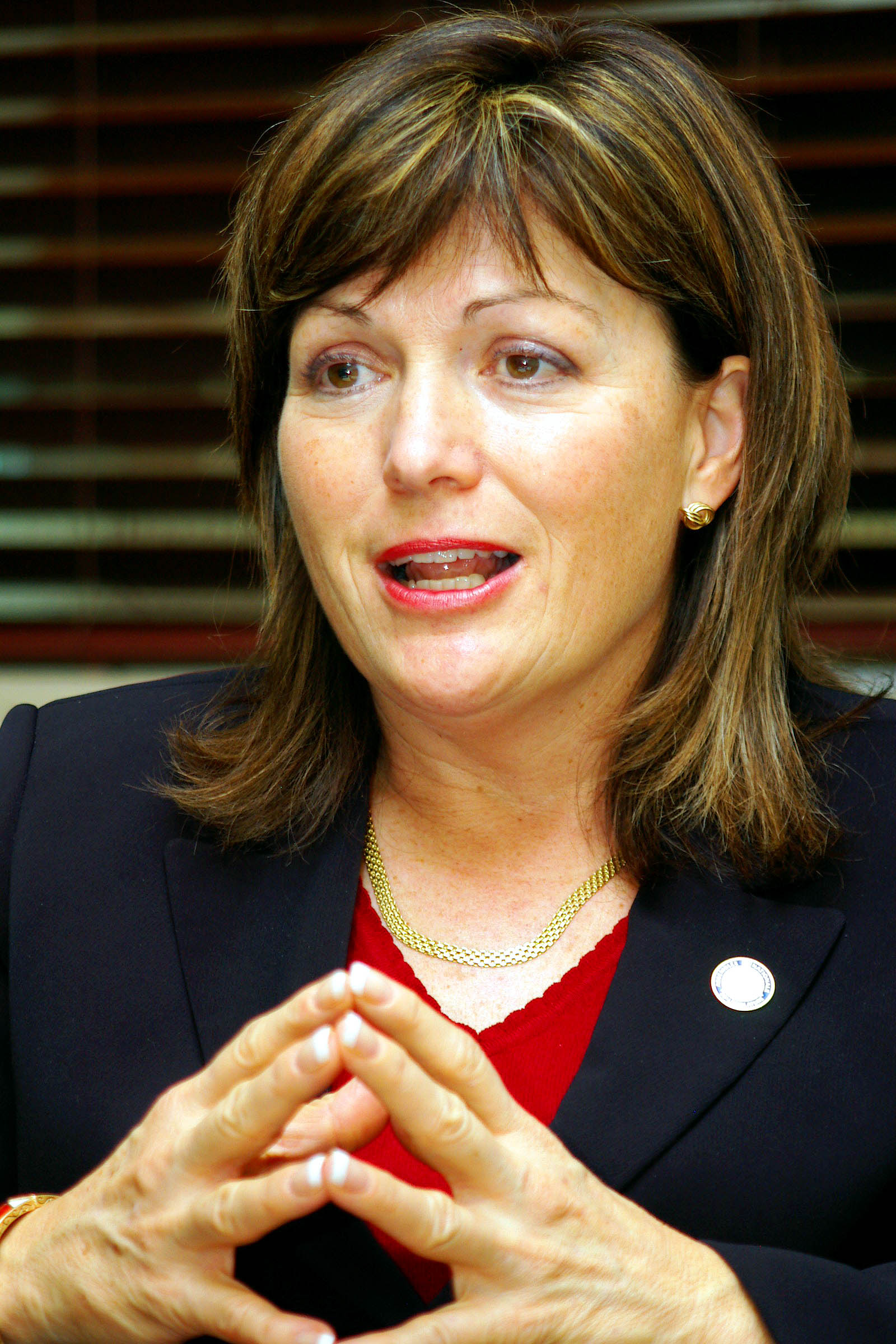
Linda Lapointe est députée de Groulx de 2007 à 2008 pour l'Action démocratique du Québec.
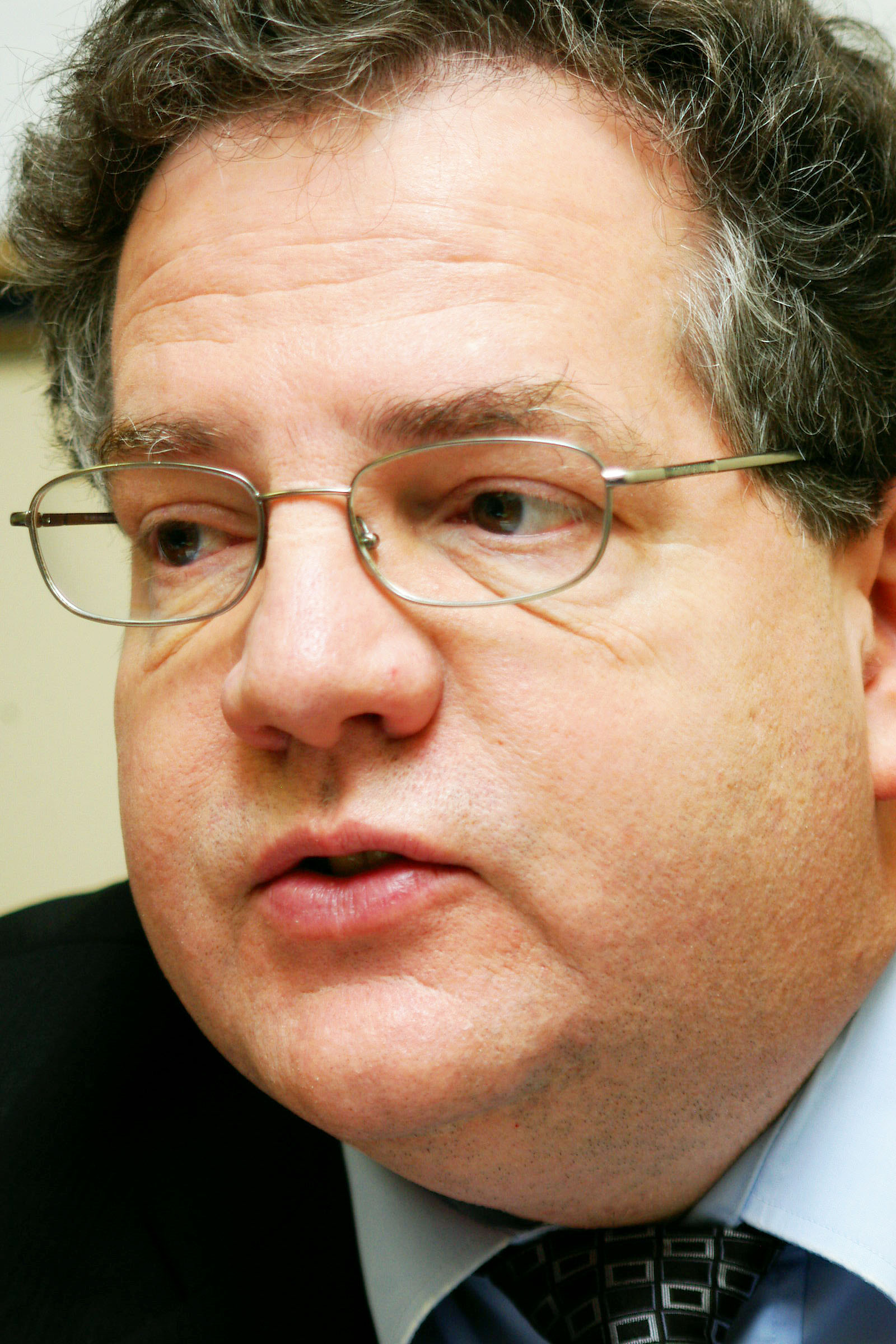
René Gauvreau est député de Groulx de 2008 à 2012.
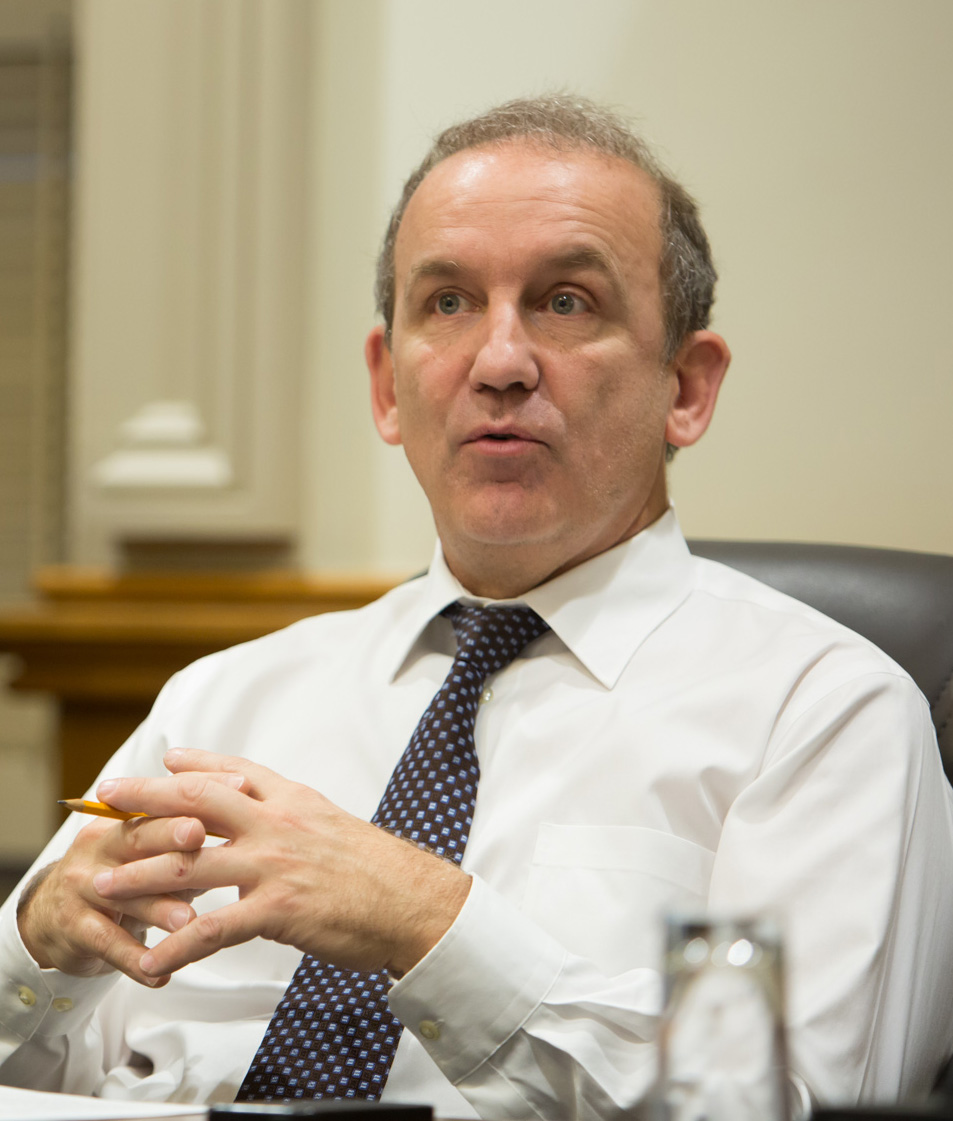
Claude Surprenant est député de Groulx de 2014 à 2018.

## Résultats électoraux
| |
| - Parti libéral - Parti québécois - Union nationale (ancien) - Parti égalité (ancien) - Action démocratique (ancien) - Québec solidaire - Coalition avenir - Parti conservateur |

### Résultats détaillés
|                                                                                               | Nom                       | Parti            | Nombre de voix | %      | Maj.   |
| --------------------------------------------------------------------------------------------- | ------------------------- | ---------------- | -------------- | ------ | ------ |
|                                                                                               | Eric Girard (sortant)     | Coalition avenir | 17 431         | 47,7 % | 11 512 |
|                                                                                               | Marie-Noëlle Aubertin     | Québec solidaire | 5 919          | 16,2 % | -      |
|                                                                                               | Jeanne Craig-Larouche     | Parti québécois  | 5 588          | 15,3 % | -      |
|                                                                                               | Audrey Medaino-Tardif     | Libéral          | 4 024          | 11 %   | -      |
|                                                                                               | Valerie Messore           | Conservateur     | 3 177          | 8,7 %  | -      |
|                                                                                               | Victoria Shahsavar-Arshad | Vert             | 368            | 1 %    | -      |
| Total                                                                                         | Total                     | Total            | 36 507         | 100 %  |        |
| Le taux de participation lors de l'élection était de 68,5 % et 422 bulletins ont été rejetés. |                           |                  |                |        |        |

|                                                                                               | Nom                         | Parti               | Nombre de voix | %      | Maj.  |
| --------------------------------------------------------------------------------------------- | --------------------------- | ------------------- | -------------- | ------ | ----- |
|                                                                                               | Eric Girard                 | Coalition avenir    | 14 771         | 40,6 % | 7 402 |
|                                                                                               | Sabrina Chartrand           | Libéral             | 7 369          | 20,3 % | -     |
|                                                                                               | Fabien Torres               | Québec solidaire    | 6 268          | 17,2 % | -     |
|                                                                                               | Jean-Philippe Meloche       | Parti québécois     | 5 745          | 15,8 % | -     |
|                                                                                               | Claude Surprenant (sortant) | Indépendant         | 812            | 2,2 %  | -     |
|                                                                                               | Robin Dick                  | Vert                | 802            | 2,2 %  | -     |
|                                                                                               | Vincent Aubé                | Conservateur        | 368            | 1 %    | -     |
|                                                                                               | Chantal Lavoie              | Citoyens au pouvoir | 235            | 0,6 %  | -     |
| Total                                                                                         | Total                       | Total               | 36 370         | 100 %  |       |
| Le taux de participation lors de l'élection était de 70,2 % et 604 bulletins ont été rejetés. |                             |                     |                |        |       |

|                                                                                               | Nom                | Parti            | Nombre de voix | %      | Maj. |
| --------------------------------------------------------------------------------------------- | ------------------ | ---------------- | -------------- | ------ | ---- |
|                                                                                               | Claude Surprenant  | Coalition avenir | 12 776         | 30,9 % | 256  |
|                                                                                               | Vicki Émard        | Libéral          | 12 520         | 30,2 % | -    |
|                                                                                               | Martine Desjardins | Parti québécois  | 12 424         | 30 %   | -    |
|                                                                                               | Sylvie Giguère     | Québec solidaire | 2 810          | 6,8 %  | -    |
|                                                                                               | Jonathan Davis     | Parti nul        | 493            | 1,2 %  | -    |
|                                                                                               | Alain Marginean    | Option nationale | 384            | 0,9 %  | -    |
| Total                                                                                         | Total              | Total            | 41 407         | 100 %  |      |
| Le taux de participation lors de l'élection était de 73,5 % et 635 bulletins ont été rejetés. |                    |                  |                |        |      |

|                                                                                               | Nom                 | Parti            | Nombre de voix | %     | Maj.  |
| --------------------------------------------------------------------------------------------- | ------------------- | ---------------- | -------------- | ----- | ----- |
|                                                                                               | Hélène Daneault     | Coalition avenir | 16 711         | 38 %  | 1 763 |
|                                                                                               | Raymond Archambault | Parti québécois  | 14 948         | 34 %  | -     |
|                                                                                               | Linda Lapointe      | Libéral          | 8 776          | 20 %  | -     |
|                                                                                               | Sylvie Giguère      | Québec solidaire | 1 892          | 4,3 % | -     |
|                                                                                               | Alain Marginean     | Option nationale | 895            | 2 %   | -     |
|                                                                                               | Alec Ware           | Vert             | 591            | 1,3 % | -     |
|                                                                                               | Alex Munteanu       | Indépendant      | 140            | 0,3 % | -     |
| Total                                                                                         | Total               | Total            | 43 953         | 100 % |       |
| Le taux de participation lors de l'élection était de 79,1 % et 511 bulletins ont été rejetés. |                     |                  |                |       |       |

|                                                                                               | Nom                      | Parti                        | Nombre de voix | %      | Maj. |
| --------------------------------------------------------------------------------------------- | ------------------------ | ---------------------------- | -------------- | ------ | ---- |
|                                                                                               | René Gauvreau            | Parti québécois              | 11 226         | 37,6 % | 403  |
|                                                                                               | Monique Laurin           | Libéral                      | 10 823         | 36,3 % | -    |
|                                                                                               | Linda Lapointe (sortant) | Action démocratique          | 6 036          | 20,2 % | -    |
|                                                                                               | Carmen Brisebois         | Vert                         | 955            | 3,2 %  | -    |
|                                                                                               | Adam Veilleux            | Québec solidaire             | 701            | 2,3 %  | -    |
|                                                                                               | Sébastien Hotte          | Parti indépendantiste (2008) | 102            | 0,3 %  | -    |
| Total                                                                                         | Total                    | Total                        | 29 843         | 100 %  |      |
| Le taux de participation lors de l'élection était de 61,3 % et 481 bulletins ont été rejetés. |                          |                              |                |        |      |

|                                                                                               | Nom                         | Parti               | Nombre de voix | %      | Maj.  |
| --------------------------------------------------------------------------------------------- | --------------------------- | ------------------- | -------------- | ------ | ----- |
|                                                                                               | Linda Lapointe              | Action démocratique | 13 630         | 37,5 % | 3 117 |
|                                                                                               | Rachel Gagnon               | Parti québécois     | 10 513         | 28,9 % | -     |
|                                                                                               | Pierre Descoteaux (sortant) | Libéral             | 9 898          | 27,2 % | -     |
|                                                                                               | Robert Harenclak            | Vert                | 1 503          | 4,1 %  | -     |
|                                                                                               | Adam Veilleux               | Québec solidaire    | 850            | 2,3 %  | -     |
| Total                                                                                         | Total                       | Total               | 36 394         | 100 %  |       |
| Le taux de participation lors de l'élection était de 75,3 % et 311 bulletins ont été rejetés. |                             |                     |                |        |       |

|                                                                                               | Nom                      | Parti               | Nombre de voix | %      | Maj. |
| --------------------------------------------------------------------------------------------- | ------------------------ | ------------------- | -------------- | ------ | ---- |
|                                                                                               | Pierre Descoteaux        | Libéral             | 13 763         | 39,5 % | 303  |
|                                                                                               | Robert Kieffer (sortant) | Parti québécois     | 13 460         | 38,7 % | -    |
|                                                                                               | Sophie Cardinal          | Action démocratique | 6 746          | 19,4 % | -    |
|                                                                                               | Denis Letourneux         | UFP                 | 436            | 1,3 %  | -    |
|                                                                                               | Julien Boisvert          | Bloc pot            | 402            | 1,2 %  | -    |
| Total                                                                                         | Total                    | Total               | 34 807         | 100 %  |      |
| Le taux de participation lors de l'élection était de 73,5 % et 465 bulletins ont été rejetés. |                          |                     |                |        |      |

## Référendums
|  | Référendum                     | % du OUI | % du NON | Taux de participation |
|  | Accord de Charlottetown (1992) | 33,81 %  | 66,19 %  | 84,23 %               |
|  | Référendum de 1995             | 56,73 %  | 43,27 %  | 95,20 %               |